# Martin Möbius
Martin August Johannes Möbius, född den 7 december 1859 i Leipzig, död den 25 januari 1946 i Frankfurt am Main, var en tysk botanist, son till Paul Möbius, far till Hans Möbius.
Möbius blev extra ordinarie professor i Heidelberg 1891 samt 1893 docent och direktor för Senckenbergska institutionens botaniska trädgård i Frankfurt, vid vars universitet han 1914 blev professor. 
Möbius utgav Beiträge zu der Lehre von der Fortpflanzung der Gewächse (1897) samt botaniska handböcker, bidrag till botanikens historia med mera.